# 鋼線式磁気録音機

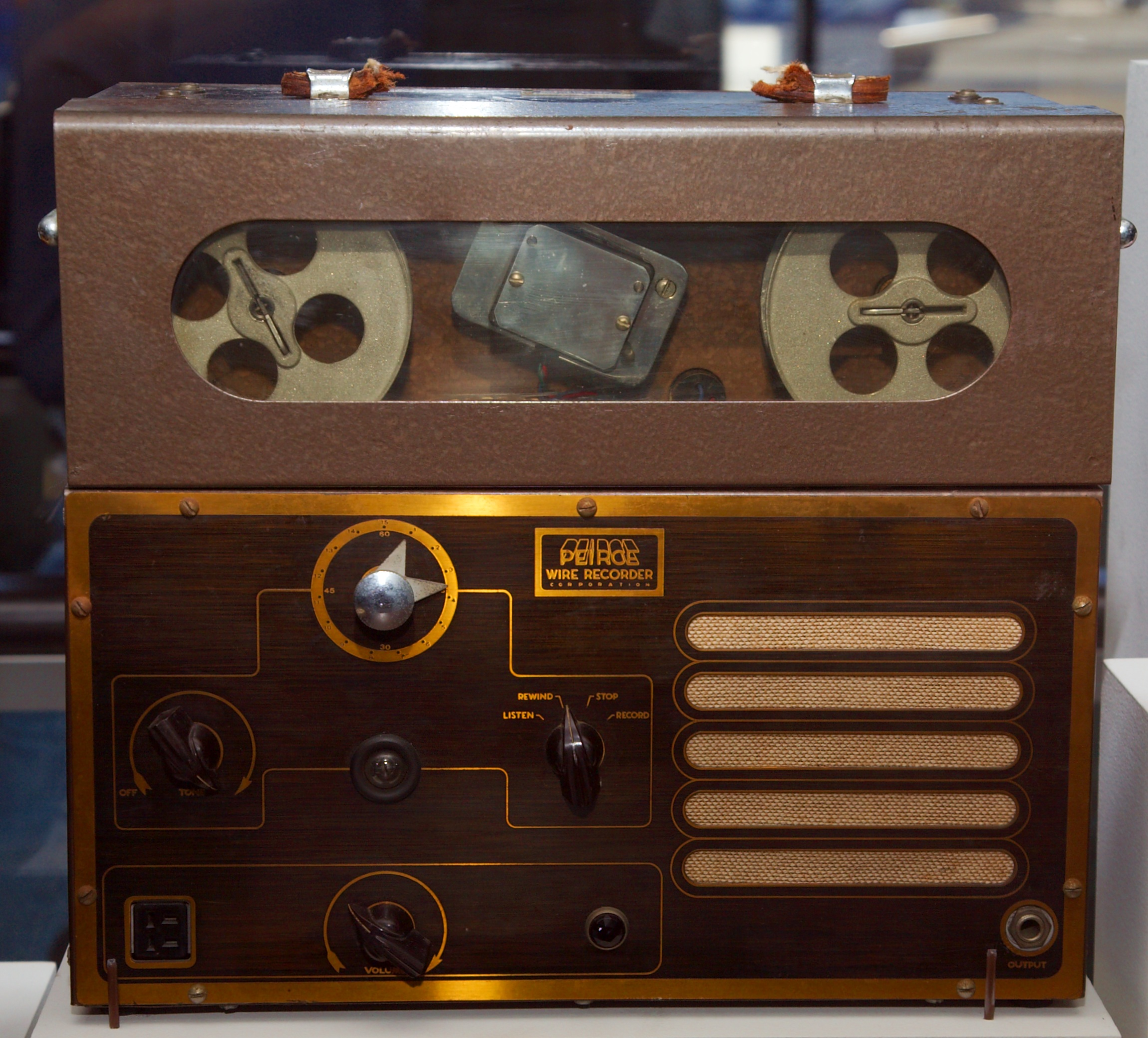
ワイヤーレコーダー Peirce 55-B。1945年。

鋼線式磁気録音機（こうせんしきじきろくおんき）、ワイヤーレコーダー（英: Wire recorder）は、鋼鉄製のワイヤーに磁気記録の形で音響を記録する録音機である。1898年にヴォルデマール・ポールセンによって開発され、磁気記録による録音・再生システムの先駆となった。

## 歴史

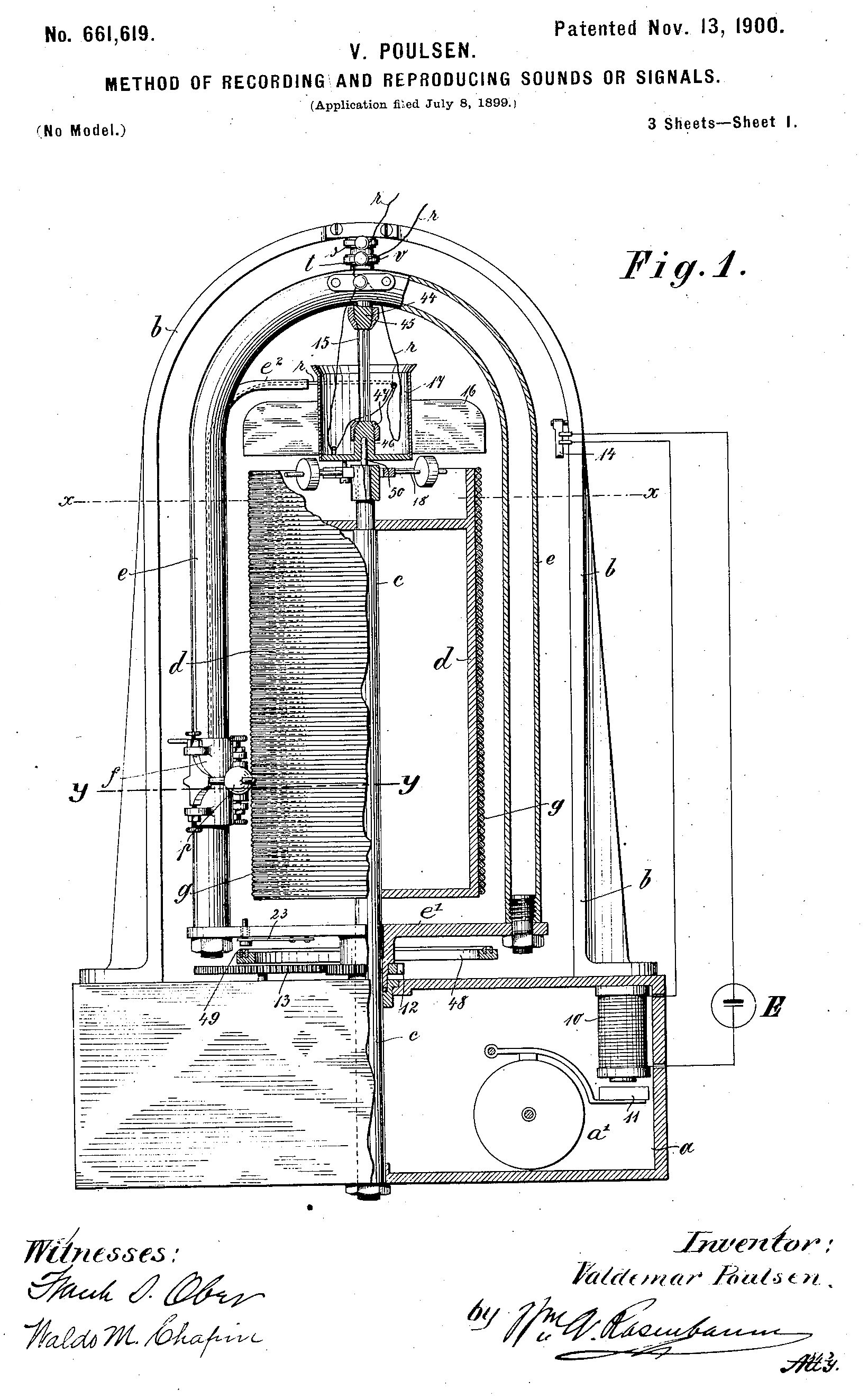
ポールセンのアメリカでの磁気針金録音機の特許

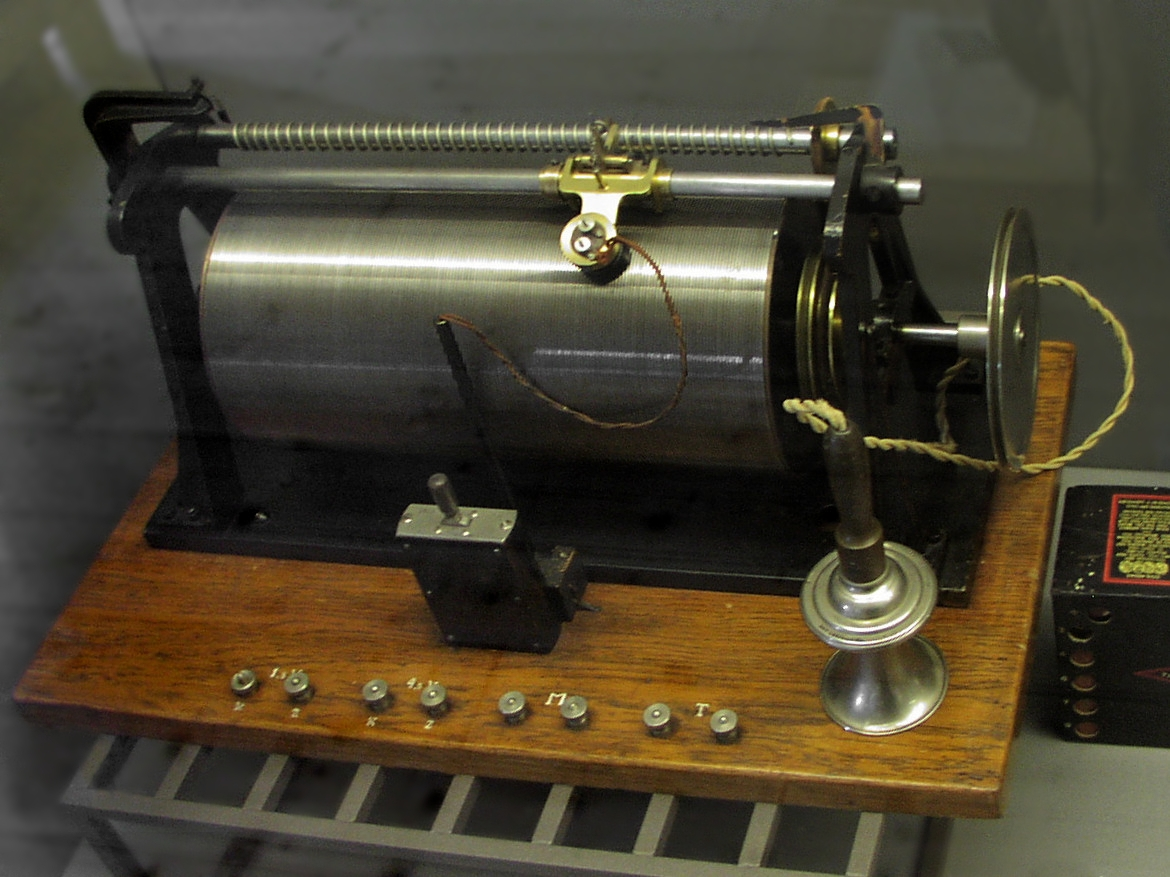
ポールセンの鋼線式磁気録音機「テレグラフォン」8154型（1898年）

1898年にポールセンは自身の発明した「テレグラフォン（Telegraphone）」で、磁気記録の原理を明らかにした。録音すべき音を電気信号に変換し、それを磁気ヘッドに供給すると、磁性媒体の磁化パターンがその信号に合わせて変化し、信号が記録される。再生の際は、ヘッドが媒体の磁場の変化を検出して、それを電気信号に変換し、音声の形で出力する（鋼線録音の後継である磁気テープ録音機も、磁性媒体を記録ヘッド上に通過させるという原理は同じである）。
ポールセンはテレグラフォンの特許を1898年に取得し、助手のPeder O. Pedersenと共に鋼鉄製の針金、テープ、ディスクなどを媒体とした磁気録音機を開発した。これらの機器には増幅回路がなかったが、記録された信号は十分強く、ヘッドフォンで聴くことも、電話線で送信することもできた。1900年のパリの万国博覧会で、ポールセンは皇帝フランツ・ヨーゼフ1世の声を録音する機会に恵まれ、これが現存する最古の磁気録音となっている。
鋼線式磁気録音機は後に改良され、直流バイアスや増幅器により録音、再生の音質が向上した。1938年には東北大学の永井健三、安立電気の五十嵐悌二により交流バイアス方式の特許第136997号（昭和15年公告第630号）が取得され、同時期のドイツの国家放送協会のヴァルター・ヴィーベルとHans-Joachim von Braunmühl、アメリカのマーヴィン・カムラスによる交流バイアス方式の発明で、1939年〜1941年までに音質が飛躍的に改善され、実用に耐える長時間高音質録音が可能となった。
太平洋戦争ではスプール式の録音機が戦地に持ち込まれ、兵士の生々しいやり取りを克明に記録している。2024年放送の『NHKスペシャル“最後の1人を殺すまで”〜サイパン戦 発掘・米軍録音記録〜』では戦後封印されたままだったサイパン島戦でのアメリカ兵の生々しいやり取りが録音されたスプールが80年の時を経て明らかにされた。

## ギャラリー

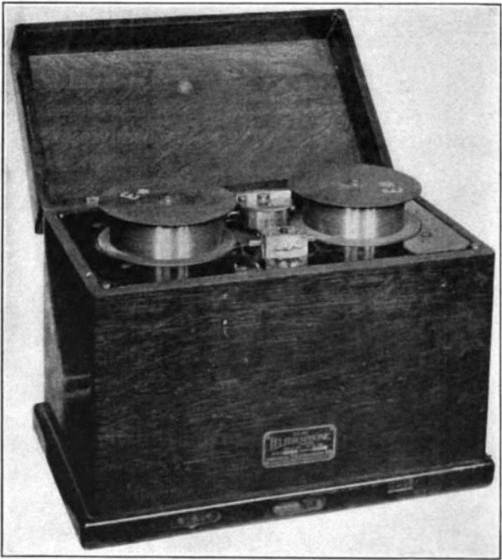
スプール（リール）式のテレグラフォン録音機（1922年）
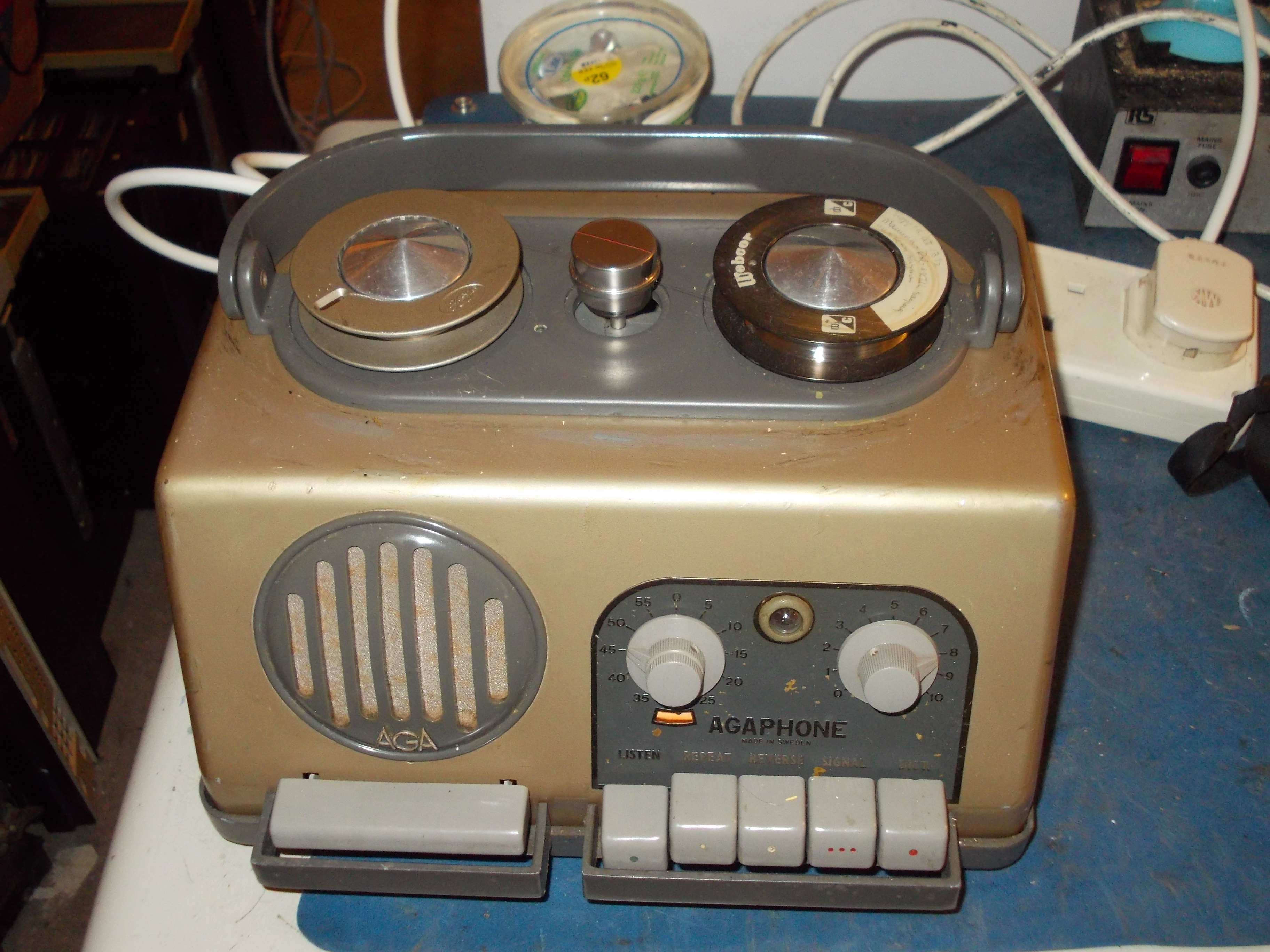
レコーディングワイヤースプールを専用機器にセットした例
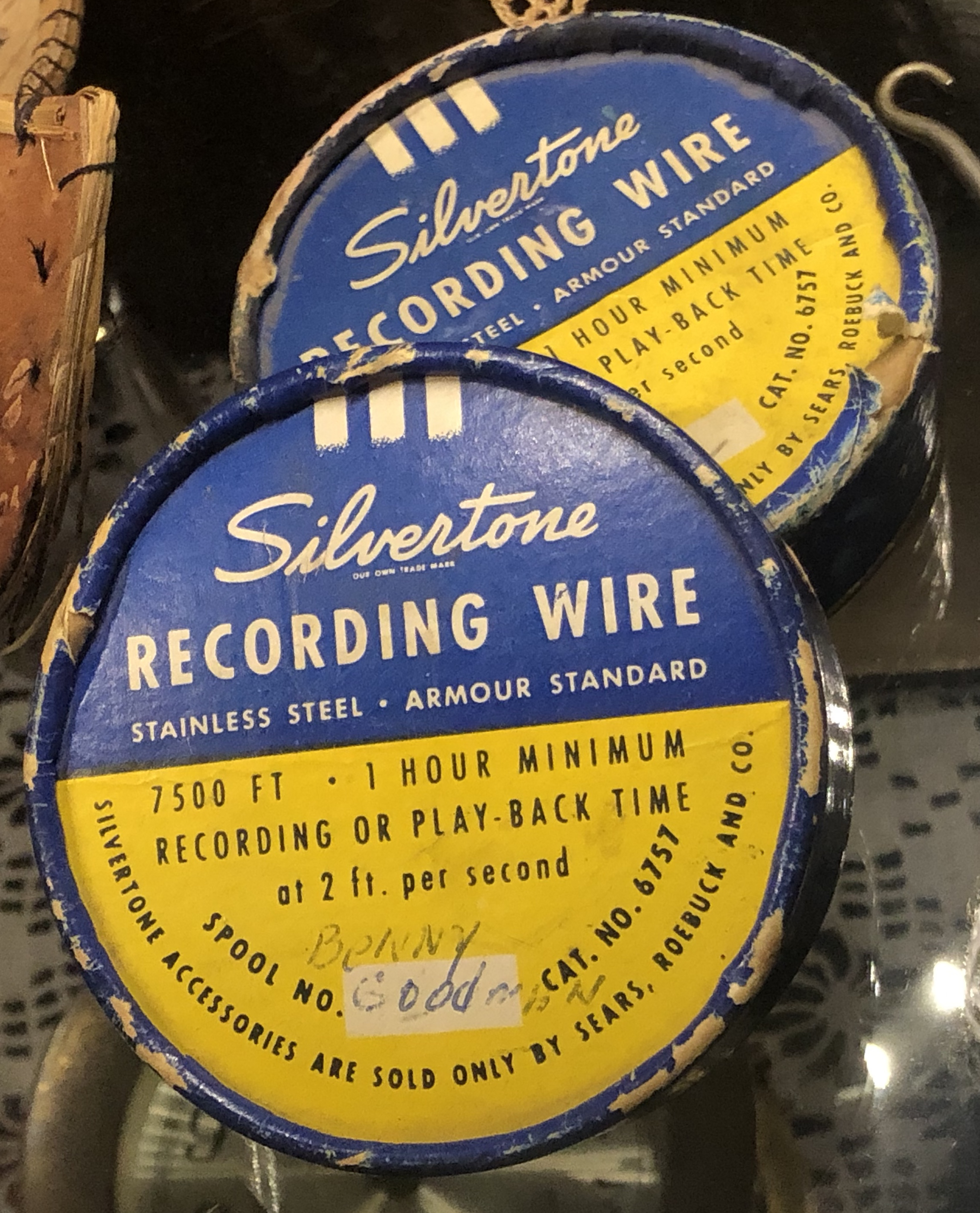
シルバートーンの2ft/sレコーディングワイヤースプールのパッケージ